# فرشته‌ماهی نیمه‌سیاه
فرشته‌ماهی نیمه‌سیاه (نام علمی: Centropyge vrolikii) نام یک گونه از سرده فرشته‌ماهی‌های کوتوله است.